# Channoidei
Sous-ordre
Les Channoidei sont un sous-ordre de poissons de l'ordre des Perciformes.

## Systématique
Le sous-ordre des Channoidei est attribué, en 1940, à l'ichtyologiste russe Lev Berg (1876-1950).

## Liste des familles
Selon BioLib (14 avril 2022) :
- famille des Aenigmachannidae Britz, Dahanukar, Anoop, Philip, Clark, Raghavan & Rüber, 2020
- famille des Channidae Fowler, 1934